# Aschwin Wildeboer Faber
Aschwin Wildeboer Faber (* 14. Februar 1986 in Sabadell, Katalonien) ist ein spanischer Schwimmer mit niederländischen Wurzeln.

## Werdegang
Wildeboers Eltern sind in den Niederlanden geboren und aufgewachsen und 1978 nach Spanien ausgewandert, wo sie sich in Sabadell niedergelassen haben. Dort wurde Aschwins Vater Paulus Wildeboer († 2014) Trainer des örtlichen Schwimmclubs Club de Natación Sabadell.
Wildeboer nahm 2004 bei den Olympischen Sommerspielen 2004 in Athen teil, wo er den 29. Platz über 200 Meter und den 35. Platz über 100 Meter Rücken belegte.
Zwei Jahre später, bei den Schwimmeuropameisterschaften 2006 in Budapest, erreichte er den 14. Endrang über die 50 Meter, den 12. Endrang über die 100 Meter und den 16. Endrang über die 200-Meter-Rückenstrecke.
2008 bei den Schwimmeuropameisterschaften in Eindhoven wurde er über die 100-Meter- und 200-Meter-Rückenstrecke Vierter. Über die 50-Meter-Rückendistanz belegte er den fünften Endrang.
Doch es reichte, um sich für die Olympischen Sommerspiele 2008 in Peking über 100 Meter Rücken zu qualifizieren. Dort konnte er schließlich bis ins Finale vordringen und den siebten Endrang belegen.
Seine bis jetzt erfolgreichsten Titelkämpfe folgten nur ein halbes Jahr später, die Kurzbahneuropameisterschaften 2008 in Rijeka. Dort gewann er sein erstes Gold über die 200 Meter Rücken und zwei Silbermedaillen über die 50 Meter und 100 Meter Rücken.
Kurzzeitig konnte er dort auch über die 50 Meter und die 100 Meter Rücken neue Europarekorde aufstellen.
Bei den Mittelmeerspielen 2009 erzielte er in der 4 × 100-m-Lagenstaffel als Startschwimmer einen neuen Weltrekord mit 52,38 Sekunden über 100 Meter Rücken. Bei den folgenden Weltmeisterschaften in Rom belegte er über 100 m Rücken hinter dem japanischen Weltmeister Jun’ya Koga und dem Deutschen Helge Meeuw Platz drei.